# Helianthella castanea
La hierba perenne Helianthella castanea es una planta rara endémica de California, que se puede encontrar solamente en el área de la Bahía de San Francisco, la mayoría en el Parque Estatal de Monte Diablo. Entre sus nombres comunes se incluyen Mount Diablo helianthella, Mount Diablo sunflower, y Diablo rockrose. 

## Descripción
Es un miembro de la familia Asteraceae, las flores son de un color amarillo brillante, con forma de margarita y pétalos con forma de costilla. 
Las plantas se desarrollan en forma de ramos de hojas verdes de los que salen largos tallos florales. 

## Hábitat
Se encuentra en zonas de Chaparral, laderas boscosas de montes (zona de transición en el lindero del bosque), zonas arbustivas de la costa norte, herbazales de los valles.   
Tiene también hábito ripario [Walker and/or CNPS Inventory] y en humedales de otras regiones, pero se encuentra solamente en zonas no húmedas en California [U.S. Fish & Wildlife Service.]
Es más frecuente en alturas por debajo de 1.200 m s. n. m. Prefiere las laderas de las montañas con orientación norte.

## Amenazas
El "diablo helianthella" se lo conoce solamente en unas pocas localizaciones y está amenazada en su área de distribución  (California Native Plant Society 2005).
La tendencia de las poblaciones existentes es desconocida (California Natural Diversity Database 2005), pero más o menos estable. Muchas de las poblaciones se encuentran en zonas de parques estatales que están sujetas a los impactos de los numerosos visitantes, sendas y carreteras, y todas las actividades asociadas al ocio.